# Václav Jan Kopřiva
Václav Jan Kopřiva (Cítoliby (nu: Louny), Bohemen, 8 februari 1708 – aldaar, 7 juni 1789) was een Boheems componist en organist.

## Levensloop
Kopřiva was een zoon van een molenaar Václav Kopřiva (1672-?) uit het buurdorp Brloh en zijn echtgenote Juditka Rozumová (1677- ?). De eerste muziekles kreeg hij van zijn peetoom Martin Antonín Kalina, die zelf cantor en vertegenwoordiger van een andere belangrijke muzikantenfamilie in Cítoliby was. Zijn studies als organist en componist voltooide hij in Praag, waar hij bij de organist van het Kruisheren-klooster en componist Franz Josef Dollhopf studeerde. 
Hij werkte na zijn studie als cantor en organist in Cítoliby. Met zijn echtgenote Terezie had hij onder andere twee zonen, die beiden componist waren, Karel Blažej Kopřiva en Jan Jáchym Kopřiva. In zijn geestelijke composities verwerkte hij typisch barokke kenmerken met pastorale gedichten en liederen uit het volk.

## Composities

### Missen, oratoria en gewijde muziek
- Alma Redemptoris Mater, voor sopraan, alt, vrouwenkoor, strijkers en orgel
- Litaniae Lauretanae, voor sopraan, alt, tenor, bas, gemengd koor, orkest en orgel 
  1. Kyrie
  2. Pater de coelis
  3. Sancta Trinitas
  4. Sancta Maria
  5. Mater Christi
  6. Virgo prudentissima
  7. Vas spirituale
  8. Salus infirmorum
  9. Regina angelorum
- Missa pastoralis in D
- Missu brevis in C
- Offertorium pastorale in D "Hodie Christus natus est...", voor sopraan, gemengd koor en kamerorkest
- Offertorium pastorale in A "Huc, huc ad regem pastorum", voor sopraan, gemengd koor, orkest en orgel
- Offertorium in D groot "Te Trinitas beata", voor koor, orkest en orgel
- Offertorium ex D "Vox clamantis in deserto", voor sopraan, gemengd koor, orkest en orgel
- Offertorium es D de sancto Joanne Baptista "Vox clemantis in deserto", voor sopraan, gemengd koor, orkest en orgel
- Rorate coeli ex F, cantate voor alt, tenor, gemengd koor, strijkers en orgel

- Gemeinsame Normdatei: 128409282
- International Standard Name Identifier: 0000 0000 5543 5758
- Library of Congress Control Number: n90617119
- MusicBrainz: 063853bf-9db0-45a8-8564-d5c83d735024
- Nationale Bibliotheek van Tsjechië: mzk2003199970
- Nederlandse Thesaurus van Auteursnamen: 189823925
- Virtual International Authority File: 25654926
- WorldCat: E39PBJymv39BjTwhp3P8yKPCwC